# Lučany nad Nisou (przystanek kolejowy)
Lučany nad Nisou – przystanek kolejowy w Lučanach nad Nisou, w kraju libereckim, w Czechach. Znajduje się na wysokości 605 m n.p.m.
Jest zarządzany przez Správę železnic. Na przystanku nie ma możliwości zakupu biletów, a obsługa podróżnych odbywa się w pociągu.

## Linie kolejowe
- 036 Liberec - Tanvald - Harrachov